# Amadou Bâ
Ne doit pas être confondu avec Amadou Ba.
Pour les articles homonymes, voir Ba.
Amadou Bâ (1892-1967) – également connu sous le nom de Doudou Ba – est un homme politique sénégalais, ancien adjoint au maire de Dakar et ancien ministre avant l'indépendance.

## Biographie
Dans les années 1920, Amadou Bâ est le secrétaire de Massyla Diop, écrivain, directeur-fondateur du journal Le Sénégal moderne et cofondateur de la Revue africaine littéraire et artistique avec Marcel Sableau.
Le 17 août 1946 il crée à Dakar une formation politique éphémère, le Mouvement autonomiste africain (MAA).
Alors que Pierre Lami et Mamadou Dia sont respectivement président et vice-président du Conseil de Gouvernement du territoire du Sénégal, il est nommé ministre de la Santé et de la Population dans le gouvernement du 20 mai 1957, mais démissionne le 16 juin 1958. Le Casamançais Édouard Diatta lui succède.
Il est le père de l'écrivaine Mariama Bâ et du magistrat Mody Bâ.